# Short Circuit 2
Short Circuit 2 és una pel·lícula estatunidenca de comèdia de ciència-ficció de 1988, la seqüela de la pel·lícula de 1986 Curtcircuit. Va ser dirigida per Kenneth Johnson, i protagonitzada per Fisher Stevens com Ben Jahveri, Michael McKean com Fred Ritter, Cynthia Gibb com Sandy Banatoni, i Tim Blaney com la veu de Johnny 5 (el personatge principal - un amistós, ingenu, autoconfiguració del robot).

## Argument
Després de la fallida de Nova Robotics a causa de l'incident amb el prototip núm. 5, Benjamin Jahrvi (Fisher Stevens), amic i col·lega de Newton Crosby, es guanya la vida venent sofisticats robots de joguina que fa a mà a les cantonades de la ciutat de Nova York. Un robot s'allunya del seu lloc i es dirigeix a l'oficina de Sandy Banatoni (Cynthia Gibb), executiva d'adquisicions d'una important companyia de joguines que busca un producte nou per a la seva empresa. Sandy rastreja a Ben i ofereix comprar una ordre de mil unitats de les seves joguines; això és sentit per casualitat per Fred Ritter (Michael McKean), un xerraire que busca la manera de convertir-se en el soci de negocis de Ben en l'acord i adquireix el finançament necessari d'un mafiós.
Ben i Fred es muden a un magatzem abandonat ignorant que uns lladres planejaven usar-lo com a base d'operacions per entrar en la volta d'un banc al mateix carrer i robar un conjunt de joies anomenada Col·lecció Vanderveer. Els lladres, intentant espantar-los perquè abandonin el lloc, ataquen a Ben i a Fred, destrueixen el seu equip i espanten a la gent que contracten, impedint-los completar l'ordre de Sandy. No obstant això, els amics de Ben, Stephanie i Newton, van enviar a Johnny 5, un robot autoconscient de grandària humana que Ben va ajudar a crear, pensant que podria necessitar ajuda a la ciutat. Quan els lladres tornen, Johnny els defensa i estableix mecanismes d'autodefensa en cas que tractin d'entrar. Johnny es posa a treballar la producció massiva de les joguines aconseguint complir la data límit de Sandy; més tard surt a explorar la ciutat on es fa amic d'un home anomenat Oscar Baldwin (Jack Weston), qui treballa en el banc a l'altre costat del carrer del magatzem de Ben i Fred.
Fred, havent-se assabentat que Johnny està valorat en 11 milions de dòlars intenta, en secret de Ben, vendre el robot a un casino. Descobrint això, Johnny escapa a la ciutat, i és portat sota custòdia per la policia i col·locat en el magatzem d'articles robats, on és reclamat per Ben; aquest incident deprimeix a Johnny, qui després del tracte rebut per la gent sent la gran bretxa que hi ha entre ell i els humans. Poc després, quan Johnny s'assabenta que Ben està secretament enamorat de Sandy, usa les seves habilitats robòtiques per a ajudar-lo a convidar-la a sortir i confessar-se.
Amb el temps esgotant-se abans que la Col·lecció Vanderveer sigui traslladada del banc, els lladres tanquen a Ben i a Fred al congelador d'un restaurant xinès. Es revela que Oscar és el cervell del crim i enganya a Johnny per a acabar el túnel que condueix a la volta. Ben i Fred aconsegueixen crear un dispositiu improvisat que, com a pistes per a la seva ubicació, grava en el contestador telefònic de Sandy versions polifòniques de cançons que Ben va aprendre en la seva cita amb ella, la qual cosa li permet arribar al lloc i rescatar-los, després d'això se separen per a trobar a Johnny i advertir-li.
Després d'haver descobert que el túnel que va excavar arribava fins a la volta que guarda la col·lecció de Vanderveer, Johnny dedueix les veritables intencions d'Oscar, però és atacat pels lladres i és severament danyat. Fred aconsegueix localitzar-lo i, després d'irrompre en un RadioShack, reparar-lo de manera provisòria amb refaccions del lloc seguint la guia de Johnny. Després d'assabentar-se que els lladres només van tancar als seus amics, i no van intentar matar-los com a ell, ho interpreta com a discriminació per ser una màquina i decideix buscar-los i venjar-se amb ajuda de Fred. Ben arriba al RadioShack després que es van i descobreix indicis de danys en la bateria del robot que si no són atesos abans que es descarregui significaran la seva mort definitiva.
Johnny després localitza a Oscar i atrapa als seus còmplices. No obstant això, Oscar fuig fins al port i roba un vaixell. Johnny, qui està cada vegada més prop d'un col·lapse total, utilitza una grua al moll per capturar a Oscar, qui és després detingut per la policia. Després que la font d'alimentació principal de Johnny s'esgota, Ben aconsegueix mantenir-lo operatiu connectant-lo a un desfibril·lador.
Les escenes posteriors mostren a Johnny com una celebritat, Sandy, Ben i Fred estableixen un gran negoci anomenat Input Incorporated, amb Johnny 5 com a logo i mascota. La pel·lícula conclou amb Ben i Johnny obtenint la ciutadania estatunidenca. Preguntat sobre com se sent pels periodistes, Johnny, ara pintat d'or, salta en l'aire, cridant que se sent, "Viu!".

## Repartiment
- Tim Blaney com la veu de Johnny 5.
- Fisher Stevens com Benjamin Jahveri.
- Michael McKean com Fred Ritter.
- Cynthia Gibb com Sandy Banatoni.
- Jack Weston com Oscar Baldwin.
- David Hemblen com Jones.
- Don Lake com Manic Mike.
- Ally Sheedy, que va interpretar a Stephanie Speck a Short Circuit, presta la seva veu a una escena (sense acreditar).

## Producció
La filmació va tenir lloc al centre de Toronto, Ontario, Canadà. La banda sonora instrumental va ser composta per Charles Fox. Tot i que la pel·lícula es va dur a terme en una metròpoli americana, bona part dels plans de la pel·lícula presentaven punts de referència destacats del centre de Toronto.Es van utilitzar cinc robots per filmar el personatge "Johnny 5". Les complicacions informades van sorgir amb els seus sistemes hidràulics i elèctrics a causa del clima plujós i fred durant la producció. S'ha informat que el pressupost de la pel·lícula era de 15 milions de dòlars.
La pel·lícula es va titular originalment Short Circuit 2: More Input, tal com es veu en gran part del material promocional.

## Recepció

### Resposta crítica
Short Circuit 2 va rebre crítiques diverses. A Rotten Tomatoes, té una puntuació d'aprovació del 38% basada en les ressenyes de 13 crítics, amb una puntuació mitjana de 4,1/10. Els públics enquestats per CinemaScore li van donar una nota A−.
Vincent Canby, escrivint a The New York Times, va donar a Short Circuit 2 una crítica negativa. Va escriure: "Per a qualsevol persona major de 6 anys, la pel·lícula és tan divertida com portar sabatilles esportives mullades". Rita Kempley, de The Washington Post, li va donar una ressenya mixta (6/10) dient: "Short Circuit 2  és desvergonyidament descarada i de segon any, i els actors donen suport a la tecnologia. Però si ets un nen o un adult amb un Erector Set, potser gaudiràs d'aquesta tàpera d'estiu". La majoria de les crítiques positives van acceptar els defectes de la pel·lícula. Varietat va afegir: "Lleu i mansa, Short Circuit 2 té una dolçor sense complicacions com a continuació exitosa de la comèdia infantil original del robot".
A Siskel & Ebert, que no els va agradar la primera pel·lícula, van donar "dos polzes cap amunt" a Short Circuit 2. Roger Ebert va dir que la pel·lícula "probablement semblarà millor com més jove siguis", però que era "agradable" i "entretinguda". Gene Siskel la va considerar "millor que l'original", va dir que el diàleg el va fer "riure en veu alta" i va argumentar que "la pel·lícula funciona" perquè "se sentia malament" quan el robot estava sent atacat. Una ressenya al Los Angeles Times va assenyalar que "Wilson i Maddock han millorat considerablement aquí. Són igual de derivats i senzills, però més reflexius. La seva construcció és més hàbil, el seu diàleg és millor i fan que el número cinc cobreixi més vida."

### Taquilla
A la taquilla, Short Circuit 2 va ocupar el 7è lloc el seu primer cap de setmana guanyant 3.843.067 dòlars. Va acabar amb 21.630.088 dòlars, gairebé la meitat menys que la primera pel·lícula Curtcircuit. Va ocupar el lloc 45 a la taquilla dels EUA del 1988.

### Premis
La pel·lícula va ser nominada als Premis Saturns en les categories Millor pel·lícula de ciència-ficció i Millors efectes especials (Eric Allard, Jeff Jarvis).